# Relaciones Estados Unidos-Nueva Zelanda
Las relaciones Estados Unidos-Nueva Zelanda son las relaciones diplomáticas entre Estados Unidos y Nueva Zelanda. Según la Departamento de Estado de los Estados Unidos, las relaciones a partir de agosto de 2011 son "las mejores en décadas"." Nueva Zelanda es un Aliado importante extra-OTAN de los Estados Unidos.
Tanto  Estados Unidos como Nueva Zelanda comparten una ascendencia e historia comunes (habiendo sido ambas colonias británicas). Ambos países tenían pueblos nativos que fueron despojados de sus tierras por el proceso de colonización. Ambos estados también han sido parte de una alianza occidental de estados en varias guerras. Junto con otros tres países anglófonos, conforman la alianza de inteligencia y espionaje Five Eyes.

## Historia
Nueva Zelanda y los Estados Unidos son viejos amigos. Mientras que Estados Unidos es una nación inmensamente poderosa, Nueva Zelanda es un país pequeño, que posee en su mayor parte solo poder blando, pero con un historial de despliegue para ayudar a las naciones en problemas a encontrar un camino a seguir. Nueva Zelanda y los Estados Unidos, con nuestros fuertes valores compartidos, pueden trabajar juntos para formar un mundo mejor, como lo somos nosotros. Eso, y nuestros fuertes lazos económicos, científicos, educativos y de persona a persona, hacen que esta relación sea muy importante para Nueva Zelanda, que buscamos fortalecer.
primer ministro, Helen Clark, Discurso a la sociedad de Asia, Washington D. C.), 23 de marzo de 2007.

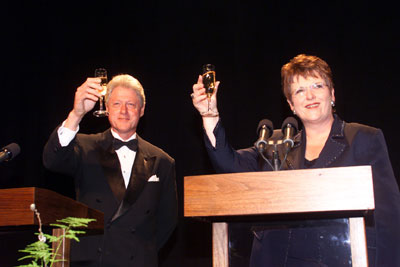
El Presidente de los Estados Unidos Bill Clinton y la primera ministra de Nueva Zelanda Jenny Shipley se unen en un brindis durante una gala en el Museo Real Fuerza Aérea de Nueva Zelanda en Christchurch el 15 de septiembre de 1999.

Los Estados Unidos establecieron una representación consular en Nueva Zelanda en 1838 para representar y proteger a los intereses de la caza y la caza de ballenas estadounidenses, nombrando a James Reddy Clendon como Cónsul, residente en Russell. En 1840, Nueva Zelanda se convirtió en parte del Imperio británico con la firma del Tratado de Waitangi. Aunque gradualmente se hizo más independiente, durante sus primeros cien años, Nueva Zelanda siguió el liderazgo de Reino Unido en política exterior. Al declarar la guerra a Alemania el 3 de septiembre de 1939, el primer ministro Michael Joseph Savage proclamó: "A dónde va, vamos, a dónde está, estamos".

### Segunda Guerra Mundial

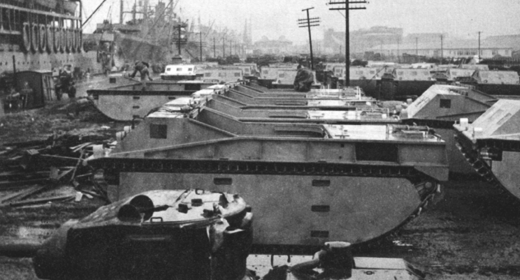
Tanques y equipos de aterrizaje en Nueva Zelanda para la operación de Guadalcanal en los EE. UU.

Durante la guerra en el Pacífico que duró desde 1941 hasta 1945, Estados Unidos, que tenía más de 400.000 militares estadounidenses estacionados en Nueva Zelanda para prepararse para batallas cruciales como Guadacanal y Tarawa ejerció una mayor influencia sobre la cultura.
Sin embargo, las relaciones se volvieron un tanto tensas, como lo experimentó la 1ª División de Infantería de Marina - debido al hecho de que los trabajadores del muelle de Wellington estaban en huelga en ese momento, por lo que los marines tenían que hacer toda la carga. Reconfiguración desde la configuración administrativa a la de combate.
Después de la guerra, Nueva Zelanda se unió con Australia y los Estados Unidos en el tratado de seguridad ANZUS en 1951, y luego luchó junto a los Estados Unidos tanto en la guerra de Corea como en la guerra de Vietnam, la guerra del Golfo y el conflicto actual de Afganistán.

### Tratado ANZUS

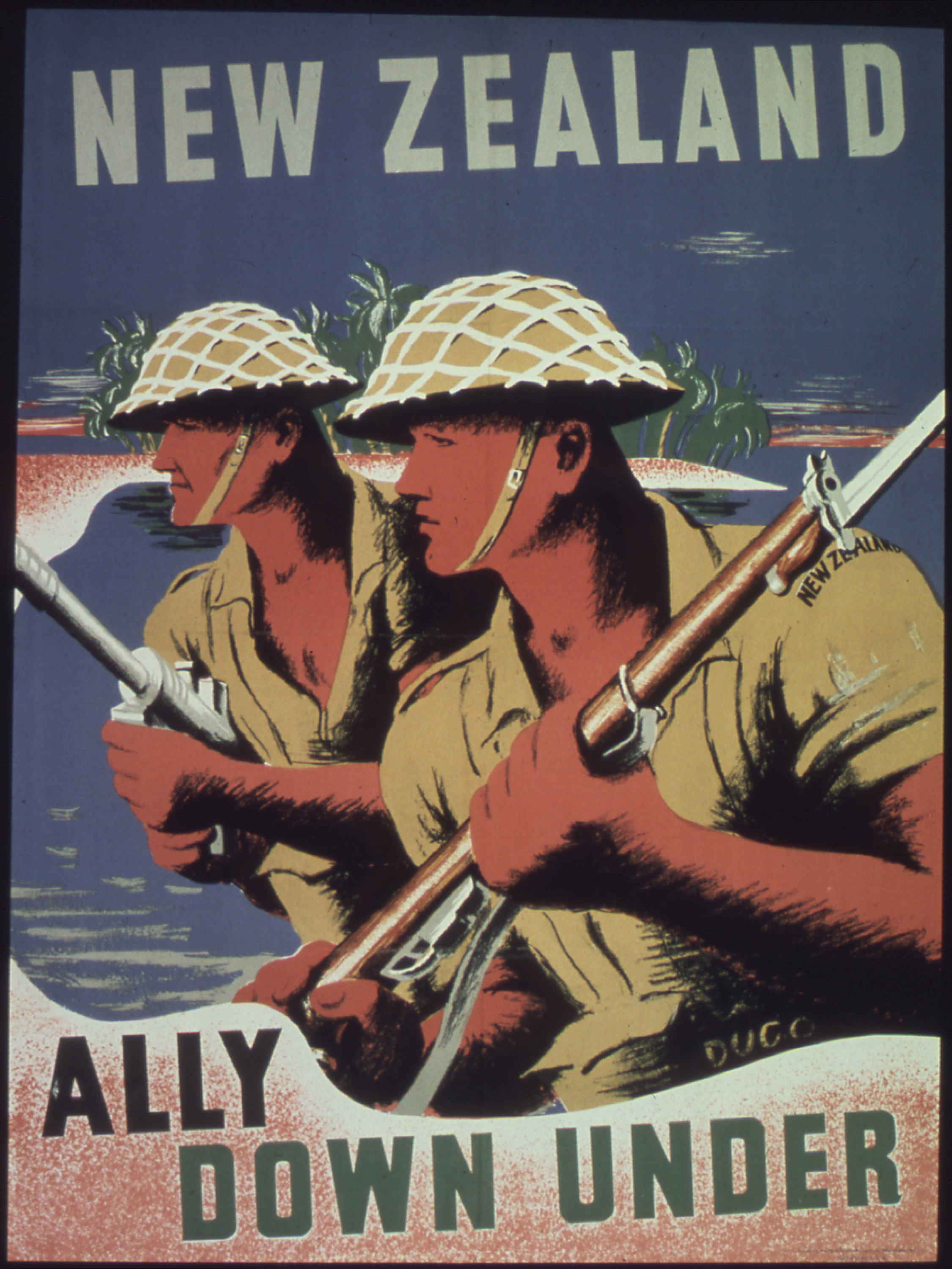
Póster de la II Guerra Mundial.

El Tratado de Seguridad de Australia, Nueva Zelanda, Estados Unidos (ANZUS o ANZUS) es la alianza militar que une a Australia y Nueva Zelanda y, por separado, Australia y los Estados Unidos para cooperar en asuntos de defensa en el Océano Pacífico. ]] área, aunque hoy se entiende que el tratado se relaciona con operaciones de defensa. Si bien el Tratado ANZUS fue una vez totalmente mutuo entre Australia, Nueva Zelanda y los Estados Unidos, este ya no es el caso, ya que los Estados Unidos suspendieron sus obligaciones del tratado con Nueva Zelanda luego de la negativa a permitir que USS Buchanan ingresara en un Nuevo Puerto de Nueva Zelanda en febrero de 1985. La prohibición de armas nucleares de Nueva Zelanda significó que cualquier barco que se cree que portaba armas nucleares fue prohibido en los puertos de Nueva Zelanda, a todos los buques de guerra estadounidenses se les negó el acceso esencialmente debido a La política estadounidense de "ni confirmar ni negar" la presencia de armas nucleares.
Al suspender las obligaciones para con Nueva Zelanda a través del tratado ANZUS, los Estados Unidos cortaron las relaciones militares y diplomáticas importantes entre Wellington y Washington, degradando a Nueva Zelanda de "aliado" a "amigo". Esto incluía eliminar a Nueva Zelanda de los ejercicios militares y los juegos de guerra en el área, cortar las relaciones diplomáticas importantes y limitar el intercambio de inteligencia a Nueva Zelanda. Nueva Zelanda no se ha retirado de ANZUS, argumentando que permitir el ingreso de armas nucleares a Nueva Zelanda no era parte del tratado de ANZUS, y que la posición de Nueva Zelanda no es una decisión pacifista o antiamericana. y aumentaría su cooperación militar convencional con los Estados Unidos. Los estadounidenses se sintieron personalmente traicionados por los neozelandeses y no aceptarían la postura antinuclear. indicando que Nueva Zelanda será bienvenida de nuevo en ANZUS siempre y cuando Nueva Zelanda acepte todas las visitas de barcos de EE. UU.
La relación de Nueva Zelanda con los Estados Unidos sufrió aún más cuando los agentes franceses hundieron el 'Rainbow Warrior' mientras estaba atracado en el puerto de Auckland en julio de 1985. Los Estados Unidos, así como otros países, aparte de Australia, no condenaron el ataque que los franceses consideraron como terrorismo patrocinado por el Estado. Esta inacción fomentó la brecha entre los dos países, y el Departamento de Estado declaró que "deploró tales actos, dondequiera que puedan ocurrir" en septiembre de 1985, unos días después de la admisión de culpabilidad de Francia.
Aunque el tratado ANZUS nunca ha sido llamado oficialmente por los Estados Unidos, Nueva Zelanda ha seguido luchando junto a los Estados Unidos en múltiples conflictos después de la Segunda Guerra Mundial. En particular, la guerra de Corea, la guerra de Vietnam, la guerra del Golfo, y la de Afganistán.

#### Deshielo de los lazos militares
En mayo de 2006, el Subsecretario de Estado para Asuntos de Asia Oriental y el Pacífico de Estados Unidos, Christopher R. Hill, describió el problema antinuclear de Nueva Zelanda como "una reliquia", y señaló que EE. UU. Quería una relación de defensa más estrecha con Nueva Zelanda. También elogió la participación de Nueva Zelanda en Afganistán y la reconstrucción en Irak. "En lugar de tratar de cambiar las mentes de los demás sobre el problema nuclear, que es una reliquia, creo que deberíamos centrarnos en las cosas que podemos hacer funcionar".
Si bien hubo indicios de que la disputa nuclear entre Estados Unidos y Nueva Zelanda se derritió, la presión de Estados Unidos aumentó en 2006 con los funcionarios de comercio de Estados Unidos vinculando la derogación de la prohibición de los buques nucleares estadounidenses desde los puertos de Nueva Zelanda a un potencial Área de Libre Comercio entre los dos países.
En una visita oficial a Nueva Zelanda en julio de 2008, cuando se le preguntó sobre el tema de la política libre de armas nucleares de Nueva Zelanda Secretario de Estado Condoleezza Rice declaró que "Estados Unidos y Nueva Zelanda han Continuamos. Si hay cuestiones pendientes que deben abordarse, deberíamos abordarlas ". Continuó diciendo que "Nueva Zelanda y los Estados Unidos, los kiwis y los estadounidenses, tienen una larga historia de asociación. Es una que se basa en intereses comunes, pero se eleva por ideales comunes. Y siempre se define por la calidez y el respeto de dos naciones, pero lo más importante, de dos pueblos que están unidos por innumerables lazos de amistad y familia y experiencia compartida".
El 21 de septiembre de 2012, los visitantes del Secretario de Defensa de los Estados Unidos Leon Panetta dijeron que los buques de la Marina Real de Nueva Zelanda podrían ingresar al Departamento de Defensa o a instalaciones de guardacostas tanto en los Estados Unidos como en otras partes del mundo. "Estos cambios facilitan que nuestros militares participen en discusiones sobre temas de seguridad y mantengan compromisos de cooperación que aumenten nuestra capacidad para enfrentar desafíos comunes. Trabajaremos juntos a pesar de diferencias de opinión en algunas áreas limitadas". Al mismo tiempo, sin embargo, Nueva Zelanda no había cambiado su postura como zona libre de armas nucleares.
El 29 de octubre de 2013, se anunció que "Estados Unidos y Nueva Zelanda reanudarán la cooperación militar bilateral después de una interrupción de casi 30 años" por el ministro de Defensa de Nueva Zelanda, Jonathan Coleman, y el Secretario de Defensa de los Estados Unidos, Chuck Hagel.

### Conflictos luchados junto a los Estados Unidos.
Nueva Zelanda ha luchado en una serie de conflictos en el mismo lado que los Estados Unidos, incluyendo Primera Guerra Mundial, Segunda Guerra Mundial, guerra de Corea, guerra de Vietnam , la guerra del Golfo y la guerra de Afganistán; también ha enviado una unidad de ingenieros del ejército para ayudar a reconstruir la infraestructura iraquí durante un año durante la guerra de Irak. En 2013, el Equipo Provincial de Reconstrucción (Nueva Zelanda) se retiró de Afganistán. A partir de 2017, un contingente de 10 miembros del personal de la [Fuerza de Defensa de Nueva Zelanda] permanece en Afganistán para brindar asesoría y apoyo en la Academia de Oficiales del Ejército Nacional de Afganistán en Kabul, además de personal de apoyo.

### Guerra de Corea 1950–1953
Nueva Zelanda estuvo entre los que respondieron al pedido de ayuda [de las Naciones Unidas]. Nueva Zelanda se unió a otras 15 naciones, incluyendo el Reino Unido y los Estados Unidos en la guerra anticomunista. Pero la guerra de Corea también fue significativa, ya que marcó el primer movimiento de Nueva Zelanda hacia la asociación con los Estados Unidos. en apoyar la posición de ese país contra el comunismo.
Nueva Zelanda contribuyó con seis fragatas, varias embarcaciones más pequeñas y una fuerza voluntaria fuerte de 1044 (conocida como K-FORCE) a la guerra de Corea. Los barcos estaban bajo el mando de un oficial de bandera británica. y formó parte de la fuerza de selección Marina de los Estados Unidos durante la Batalla de Inchon, realizando redadas en tierra y bombardeos en el interior. Los últimos soldados de Nueva Zelanda no se fueron hasta 1957 y un solo oficial de enlace permaneció hasta 1971. Un total de 3,794 soldados de Nueva Zelanda sirvieron en K-FORCE y 1300 en el despliegue de la Marina Real de Nueva Zelanda. 33 murieron en acción, 79 resultaron heridos y un soldado fue hecho prisionero. Ese prisionero estuvo recluido en Corea del Norte durante dieciocho meses y repatriado después de los armisticios.

### Guerra de Vietnam

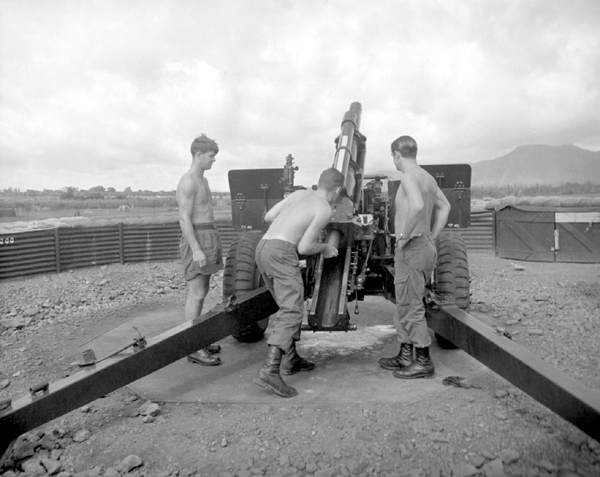
Miembros de 161 Battery, Royal New Zealand Artillery, llevan a cabo una misión de fuego.

La participación de Nueva Zelanda en la Guerra de Vietnam fue muy controvertida, lo que desató una protesta generalizada en casa de los movimientos de la guerra contra Vietnam basados en sus homólogos estadounidenses. Este conflicto fue también el primero en el que Nueva Zelanda no luchó junto al Reino Unido, sino que siguió las lealtades del Pacto ANZUS.
La respuesta inicial de Nueva Zelanda fue cuidadosamente considerada y caracterizada por la cautela del primer ministro Keith Holyoake hacia toda la cuestión de Vietnam. La asistencia económica no militar de Nueva Zelanda continuaría a partir de 1966 y promediaría en US $ 347,500 al año. Esta financiación se destinó a varios equipos móviles de salud para apoyar a los campamentos de refugiados, la capacitación de expertos vocacionales de las aldeas, equipos médicos y de enseñanza para la Universidad Huế, equipos para una escuela secundaria técnica y una contribución para la construcción de un edificio de ciencias en La Universidad de Saigón. También se donaron fondos civiles privados para que 80 estudiantes vietnamitas tomaran becas en Nueva Zelanda.
El gobierno prefirió una participación mínima, con otros sudeste de Asia n despliegues que ya tienen una tensión en las fuerzas armadas de Nueva Zelanda. A partir de 1961, Nueva Zelanda fue presionada por Estados Unidos para contribuir con asistencia militar y económica a Vietnam del Sur, pero se negó.

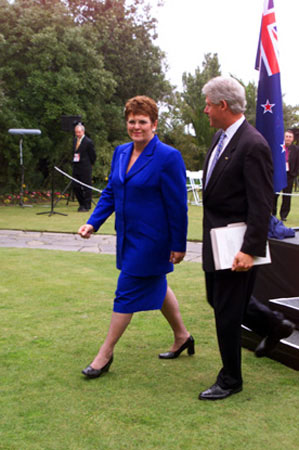
El Presidente de Estados Unidos Bill Clinton se reúne con la primera ministra de Nueva Zelanda Jenny Shipley. Los dos líderes bajan del podio después de su conferencia de prensa. 15 de septiembre de 1999.

La presión estadounidense continuó para que Nueva Zelanda contribuyera con la asistencia militar. como los Estados Unidos desplegarían unidades de combate (en lugar de simples asesores) pronto, al igual que Australia. Holyoake justificó la falta de asistencia de Nueva Zelanda al señalar su contribución militar a la Indonesia - Malasia n Enfrentamiento, pero finalmente el gobierno decidió contribuir. Se consideró que era lo mejor para la nación hacerlo: el hecho de no contribuir incluso con una fuerza simbólica al esfuerzo en Vietnam habría socavado la posición de Nueva Zelanda en ANZUS y podría haber tenido un efecto adverso en la propia alianza. Nueva Zelanda también había establecido su agenda de seguridad posterior a la Segunda Guerra Mundial para combatir el comunismo en el sudeste asiático y para sostener una estrategia de defensa avanzada, por lo que se debía considerar que actuaba sobre estos principios. El 27 de mayo de 1965, Holyoake anunció la decisión del gobierno de enviar 161 Batería, Regimiento Real de Artillería de Nueva Zelanda a Vietnam del Sur en un papel de combate. Los Ingenieros fueron reemplazados por la Batería en julio de 1965.
En 1966, cuando la Confrontación llegó a su fin y Australia decidió expandir la 1.ª Fuerza de Tarea Australiana, Nueva Zelanda se vio presionada para aumentar su compromiso y lo hizo.
En marzo de 1968 se integraron, formando el Batallón 2RAR / NZ (ANZAC), y el personal de Nueva Zelanda asumió varias posiciones en el batallón, incluida la del segundo al mando. Las compañías de rifles se desplegaron en operaciones de infantería en la provincia de Phuoc Tuy y fueron reemplazadas varias veces, generalmente después de un período de servicio de 12 meses. Dos pilotos más de RNZAF se unieron  n.º 9 Escuadrón en 1968 y desde diciembre de 1968 dos controladores aéreos avanzados sirvieron con la Séptima Fuerza Aérea, Fuerza Aérea de los Estados Unidos.
A medida que el enfoque estadounidense cambió al presidente Richard Nixon 'Vietnamization' - una política de desaceleración lenta de la guerra, mediante la construcción gradual del Ejército de la República de Vietnam para que pudiera Luchar contra la guerra por sí solo, Nueva Zelanda envió al segundo Ejército de Nueva Zelanda Equipo de entrenamiento Vietnam en enero de 1971. Con 25 hombres, asistió al Ejército de los Estados Unidos en Chi Lang. En febrero de 1972, se desplegó en Vietnam un segundo equipo de entrenamiento, compuesto por 18 efectivos (incluidos dos miembros del personal [de la Marina de Nueva Zelanda]), y se estableció en el Base Ba Thin Base de Dong Ba, cerca de la Bahía Cam Ranh. Ayudó con el entrenamiento de Camboya n batallones de infantería. Este equipo también brindó instrucción en primeros auxilios e instrucción médica especializada en el hospital de 50 camas de Dong Ba Thin.[cita requerida]

### Guerra de Vietnam y 'agente naranja'
Al igual que los veteranos de muchas de las otras naciones aliadas, así como los civiles vietnamitas, los veteranos de Nueva Zelanda de la guerra de Vietnam afirmaron que ellos (al igual que sus hijos y nietos) habían sufrido un daño grave como resultado de la exposición a agente naranja, una guerra herbicida programa utilizado por el ejército británico durante la Emergencia malaya y el ejército de los Estados Unidos durante la guerra de Vietnam. En 1984, los fabricantes de Agent Orange pagaron a los veteranos de Nueva Zelanda, Australia y Canadá en un acuerdo extrajudicial, y en 2004, el gobierno de la primera ministra Helen Clark se disculpó con los veteranos de la guerra de Vietnam que estuvieron expuestos al agente naranja u otros defoliantes tóxicos, después de una investigación de un comité selecto de salud sobre el uso del agente naranja en los militares de Nueva Zelanda y sus efectos. En 2005, el gobierno de Nueva Zelanda confirmó que suministró químicos del agente naranja al ejército de los Estados Unidos durante el conflicto. Desde principios de la década de 1960, y hasta 1987, fabricó el herbicida 2,4,5T en una planta en New Plymouth que luego se envió a las bases militares de los EE. UU. En el sudeste asiático.

### El Medio Oriente (1982 – presente)

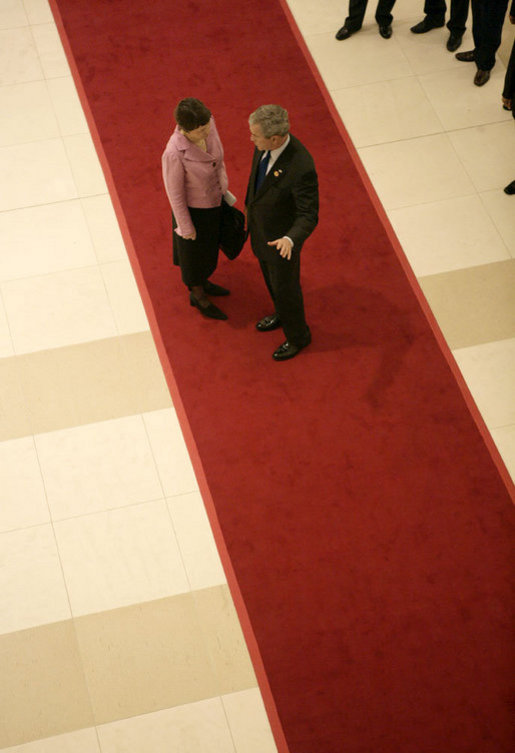
La primera ministra de Nueva Zelanda Helen Clark y el presidente de los Estados Unidos George W. Bush se reúnen formalmente en la Casa Blanca.

Nueva Zelanda ha asistido a los Estados Unidos y Reino Unido en muchas de sus actividades militares en el Oriente Medio. Sin embargo, las fuerzas de Nueva Zelanda solo han combatido en Afganistán; En otros países, el apoyo de Nueva Zelanda ha sido en forma de soporte e ingeniería. Durante la guerra entre Irán e Irak dos fragatas de Nueva Zelanda se unieron a la Marina Real en el monitoreo de los buques mercantes en el Golfo Pérsico. y en 1991, Nueva Zelanda contribuyó con tres aviones de transporte y un equipo médico para ayudar a  fuerzas de coalición en la guerra del Golfo.
La mayor participación militar de Nueva Zelanda en el Medio Oriente en las últimas décadas ha sido en Afganistán luego de la invasión a ese país liderada por Estados Unidos después de los [ataques del 11 de septiembre]. Se envió un escuadrón de personal del Servicio Aéreo Especial de Nueva Zelanda (NZSAS), y en marzo de 2002 participaron en Operación Anaconda contra unos 500 a 1000 Al-Qaeda y Talibanes fuerzas en el Valle de Shah-i-Kot y en las montañas de Arma al sureste de Zorma, Afganistán. Nueva Zelanda también ha suministrado dos aviones de transporte y un Equipo Provincial de Reconstrucción de tres servicios, que se encuentra en la provincia de Bamyan desde 2003.

### Afganistán (2001 – presente)
A partir de finales de 2001, el Servicio Aéreo Especial de Nueva Zelanda (NZSAS) comenzó sus operaciones de asistencia en la Guerra contra el Terror en Afganistán. Tres rotaciones de seis meses de entre 40 y 65 soldados del Servicio Aéreo Especial de Nueva Zelanda sirvieron en Afganistán durante Operación Libertad Duradera antes de que la unidad fuera retirada en noviembre de 2005. El 17 de junio de 2004, dos soldados de NZSAS resultaron heridos en Una batalla armada en el centro de Afganistán.
Según una hoja informativa del gobierno de Nueva Zelanda publicada en julio de 2007, los soldados del SAS patrullaban habitualmente el territorio enemigo durante tres semanas o más a la vez, a menudo a pie, después de ser insertados por un helicóptero.
Hubo "bajas en ambos bandos" durante las batallas con armas de fuego.
El cabo Douglas Hughes, conocido como "Dougie", murió el 3 de abril de 2012. Fue el primer soldado de Nueva Zelanda que murió en Afganistán desde que el cabo del Servicio Aéreo Especial del cabo Leon Smith fue asesinado luego de ser alcanzado por una bala talibán en Kabul el 28 de septiembre de 2011. El soldado del SAS, el cabo Doug Grant, también fue asesinado por los disparos de los talibanes en Kabul el 19 de agosto de 2011.Stuff.co
En diciembre de 2004, la Citación de la unidad presidencial de la Marina de los Estados Unidos se otorgó a las unidades que formaban la Fuerza de Tarea Conjunta de Operaciones Especiales Conjuntas-SUR / Fuerza de Tarea K-BAR entre 17 de octubre de 2001 y 30 de marzo de 2002 para el "heroísmo extraordinario" en acción. Una de estas unidades fue el Servicio aéreo especial de Nueva Zelanda.
La cita dijo que NZSAS ayudó a "neutralizar" a los talibanes y al-Qaeda en "misiones de riesgo extremadamente alto, que incluyen búsqueda y rescate, reconocimiento especial, explotación de sitios sensibles, misiones de acción directa, destrucción de complejos de cuevas y túneles, identificación y destrucción de varios "Campos de entrenamiento de Al Qaeda, explosiones de miles de libras de artillería enemiga".
"Establecieron estándares de referencia de profesionalismo, tenacidad, coraje, brillantez táctica y excelencia operativa al tiempo que demostraron un excelente espíritu de cuerpo y mantuvieron las más altas medidas de preparación para el combate".
En agosto de 2009, el gobierno de John Key decidió que las fuerzas de NZSAS se enviarían de vuelta a Afganistán. En abril de 2013, las últimas tropas de Nueva Zelanda restantes se retiraron de Afganistán.

### Irak (2003–2011)
De acuerdo con la Resolución 1483 del Consejo de Seguridad de las Naciones Unidas Nueva Zelanda contribuyó con una pequeña fuerza de ingeniería y apoyo para ayudar en la reconstrucción de posguerra y la provisión de ayuda humanitaria. Los ingenieros regresaron a sus hogares en octubre de 2004 y Nueva Zelanda todavía está representada en Irak por oficiales de enlace y personal que trabajan con las fuerzas de la coalición.

### Huracán Katrina
El 30 de agosto de 2005  NZST (29 de agosto  UTC − 6 / -5)  primera ministra Helen Clark envió sus condolencias por teléfono y en una carta con una oferta de ayuda al  Presidente de los Estados Unidos George W. Bush y  Ministro de Asuntos Exteriores Phil Goff también envió un mensaje de simpatía a Secretaria de Estado de Estados Unidos Condoleezza Rice. Esta oferta incluía un compromiso oficial del Gobierno de Nueva Zelanda al  Cruz Roja de $ 2 millones para ayuda y socorro en casos de desastre.
Después de la promesa inicial de dinero del gobierno de Nueva Zelanda, ofrecieron más contribuciones al esfuerzo de recuperación, incluidos los equipos Búsqueda y rescate urbano, un equipo  Identificación de víctimas de desastres y el recuperación de desastres personal. Esas ofertas fueron recibidas con gratitud por los Estados Unidos. John Titmus fue miembro sénior del Ministerio de Defensa Civil y Manejo de Emergencias (Nueva Zelanda), John Titmus fue a Denton, Texas, para dirigir a un funcionario Desastres de las Naciones Unidas Equipo de Evaluación y Coordinación (UNDAC) para evaluar el daño causado por Hurricane Katrina. La Embajada de los Estados Unidos en Wellington dijo que apreciaba profundamente la donación de $ 2 millones y agradeció la oferta del personal de gestión de desastres.

## Relaciones entre Nueva Zelanda y Estados Unidos en la actualidad

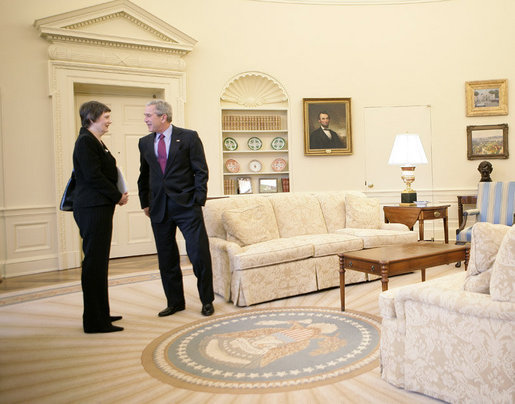
Helen Clark y George Bush se encuentran en la Oficina Oval.

Nueva Zelanda y los Estados Unidos mantienen buenas relaciones de trabajo en una amplia gama de temas y comparten un excelente sistema de comunicación. El ex presidente de los Estados Unidos George W. Bush y el primer ministro de Nueva Zelanda Helen Clark ha sido capaz de mejorar las relaciones de las dos naciones y el trabajo en torno a [ La política [antinuclear] y el enfoque en trabajar juntos en temas más importantes, aunque Estados Unidos todavía está interesado en cambiar la política antinuclear de Nueva Zelanda.
Después de la visita de Helen Clark a Washington y de las conversaciones con el presidente Bush, The 'New Zealand Herald' informó, el 23 de marzo de 2007, que Estados Unidos "ya no busca cambiar" la política antinuclear de Nueva Zelanda, y que esto constituyó "un punto de inflexión en la relación Estados Unidos-Nueva Zelanda".

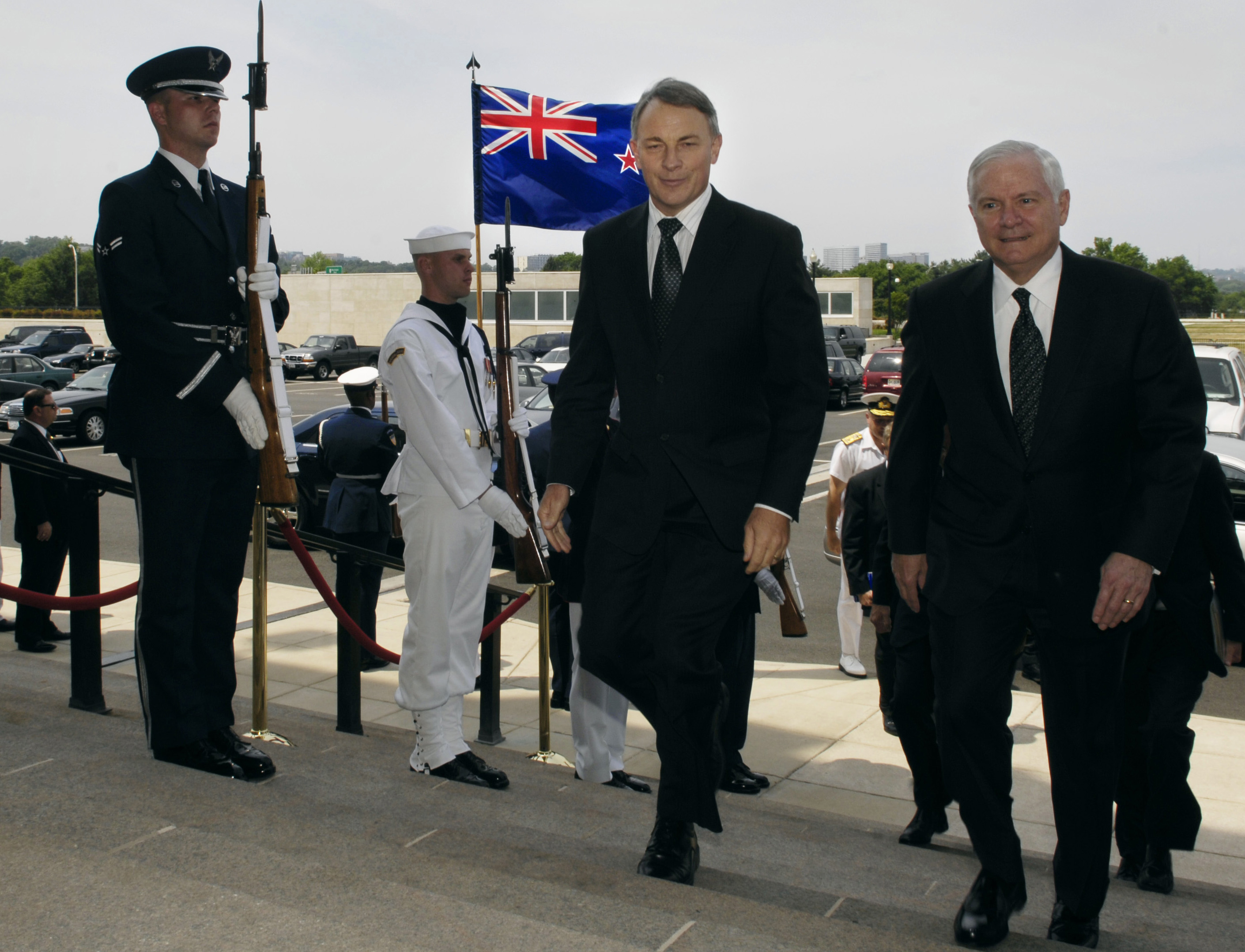
Secretario de Defensa de los Estados Unidos Robert Gates y Ministro de Defensa de Nueva Zelanda Phil Goff en El Pentágono, 11 de mayo de 2007.

### Tratado de libre comercio propuesto

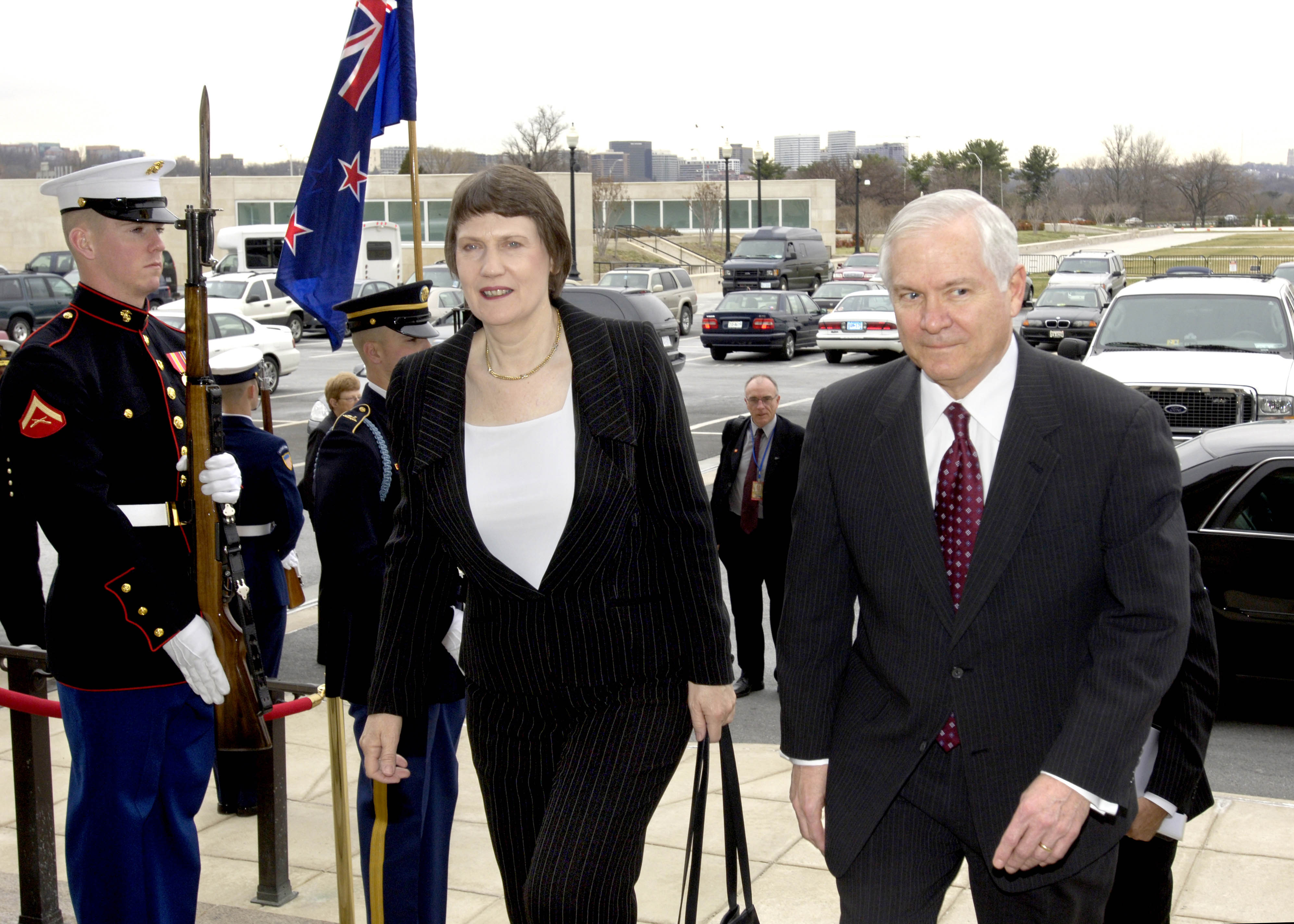
El [[Primer Ministro de Nueva Zelanda], Helen Clark y Secretario de Defensa de los Estados Unidos, Robert Gates en El Pentágono, 21 de marzo de 2007]]
En julio de 2008, Condoleezza Rice, Secretaria de Estado de los Estados Unidos, visitó Nueva Zelanda, a la que se refirió como "una amiga y una aliada". El "New Zealand Herald" informó que el uso de la palabra "aliado" era inesperado, ya que los funcionarios de los Estados Unidos lo habían evitado desde la crisis de ANZUS. Rice afirmó que la relación entre los dos países era una "profundización", de ninguna manera [...] aprovechada o limitada por el pasado ", lo que llevó al Herald a escribir sobre un" deshielo en EE. UU. -NZ relaciones ".
Comercio ===
Los Estados Unidos son el tercer socio comercial individual más grande de Nueva Zelanda (detrás de China y Australia), mientras que Nueva Zelanda es el socio número 47 de los Estados Unidos. En 2017-2018, el comercio bilateral entre los dos países se valoró en NZ $ 17,6 mil millones (aproximadamente US $ 12,3 mil millones). Las principales exportaciones de Nueva Zelanda a los Estados Unidos son carne, vino, productos lácteos, maquinaria y equipo médico. Las principales exportaciones de los Estados Unidos a Nueva Zelanda son maquinaria, aeronaves, vehículos y partes, equipo médico y electrónica.
Además del comercio, existe un alto nivel de inversión corporativa e individual entre los dos países y los Estados Unidos son una fuente importante de turistas que llegan a Nueva Zelanda. En marzo de 2012, los Estados Unidos tenían un total de $ 44 mil millones invertidos en Nueva Zelanda.
Tratado de libre comercio propuesto ===
El gobierno de Nueva Zelanda había indicado su deseo de un acuerdo de libre comercio (TLC) entre los Estados Unidos y Nueva Zelanda. Es probable que este acuerdo se lleve a cabo junto con, o junto con, un TLC entre los Estados Unidos y Australia, ya que Nueva Zelanda y Australia han tenido su propio TLC durante casi veinte años y sus economías están ahora estrechamente integradas. Cincuenta miembros de la Cámara de Representantes escribieron al presidente Bush en enero de 2003 abogando por el inicio de las negociaciones, al igual que 19 senadores en marzo de 2003. Sin embargo, los funcionarios de la Administración habían enumerado varios impedimentos políticos y de seguridad para un posible TLC, incluida la negativa de Nueva Zelanda a permitir la energía nuclear barcos en sus puertos y su negativa a apoyar a los Estados Unidos en la guerra de Irak.
La economía de Nueva Zelanda es pequeña en comparación con la de los Estados Unidos, por lo que el impacto económico de un TLC sería modesto para los Estados Unidos y considerablemente mayor para Nueva Zelanda. Sin embargo, las exportaciones de mercancías de Estados Unidos a Nueva Zelanda aumentarían aproximadamente un 25 por ciento y prácticamente todos los sectores de los Estados Unidos se beneficiarían. La inclusión de Australia aumentaría sustancialmente la magnitud de estos resultados; Las exportaciones de Estados Unidos aumentarían en alrededor de $ 3 mil millones. Los costos de ajuste para los Estados Unidos serían mínimos: la producción en el sector más afectado, los productos lácteos, disminuiría solo un 0,5 por ciento y cualquier efecto adverso en los empleos sería muy pequeño. También contribuiría al logro de los objetivos de APEC de lograr "un comercio y una inversión libres y abiertos en la región (Asia-Pacífico) para 2010"
El 4 de febrero de 2008, la Representante de Comercio de EE. UU. Susan Schwab anunció que Estados Unidos se unirá a las negociaciones 4 Asia - Pacífico países: Brunéi, Chile, Nueva Zelanda & Singapur para ser conocido como el "P-4". Estas naciones ya tienen un TLC llamado Trans-Pacific Strategic Economic Partnership y los Estados Unidos buscarán involucrarse en la "región emergente de Asia-Pacífico de vital importancia". Varias organizaciones de Estados Unidos apoyan las negociaciones, entre ellas: no se limita a: la Cámara de Comercio de los Estados Unidos, Asociación Nacional de Fabricantes, Consejo Nacional de Comercio Exterior, Comité de Emergencia para el Comercio de los Estados Unidos y la Coalición de Industrias de Servicios.
El 23 de septiembre de 2008, se hizo un anuncio oficial desde Washington, DC de que Estados Unidos iba a comenzar las negociaciones con los países P-4 lo antes posible, con la primera ronda de conversaciones programada para marzo de 2009 con Nueva Zelanda primer ministro Helen Clark declarando "Creo que el valor para Nueva Zelanda de los Estados Unidos que entra en un acuerdo transpacífico como socio sería del mismo valor que esperaríamos obtener de un TLC bilateral .... Es una noticia muy, muy grande ". Aunque el resultado del TLC podría depender en gran medida de los resultados de elección presidencial de 2008 de Estados Unidos

como se cree que el Partido Democrático es Helen Clark dijo que "es menos amigable con el libre comercio que sus homólogos republicanos", creo que para los demócratas, Nueva Zelanda ofrece muy pocos problemas porque estamos muy interesados en los acuerdos ambientales y laborales como parte de un enfoque general de un TLC".
Después de la inauguración de Barack Obama, las conversaciones sobre un TLC entre las dos naciones se pospusieron ya que Obama no había designado a un Representante de Comercio de los Estados Unidos como su candidato, Ron Kirk, no había sido aprobado por el Senado. "El gobierno está profundamente decepcionado" de que Estados Unidos posponga las conversaciones comerciales con Nueva Zelanda que estaban programadas para comenzar a fin de mes, dice el primer ministro John Key y que "Nueva Zelanda continuará abogando fuertemente por un comercio acuerdo."
En la reunión de APEC en Singapur en 2009, el presidente Barack Obama anunció que un acuerdo de libre comercio con Nueva Zelanda seguiría adelante.

### Apoyo del Congreso
Los números de los miembros del Grupo del Congreso de los Amigos de Nueva Zelanda ahora son 62.
El apoyo del Congreso es vital para la agenda de libre comercio de los Estados Unidos. Nueva Zelanda ya cuenta con un fuerte apoyo en el Congreso de los Estados Unidos, tanto en la  Cámara de Representantes como en el Senado de los Estados Unidos:
- Varias cartas al Presidente de los Estados Unidos firmadas por congresistas y mujeres de ambos lados de la Cámara de Representantes - han recomendado negociaciones con Nueva Zelanda
- Los senadores líderes Baucus, Grassley y, más recientemente, el senador y excandidato presidencial John McCain también han abogado por una negociación con Nueva Zelanda
- El grupo de Amigos de Nueva Zelanda se estableció en el Congreso en febrero de 2005, dirigido por los Representantes Kolbe (R-Arizona) y Tauscher (D-California).
- El apoyo del Congreso se ve reforzado por la ausencia de cualquier dificultad que Nueva Zelanda pueda plantear en términos de temas no comerciales, como el medio ambiente o la mano de obra.[47]

### Declaración de Wellington
El 4 de noviembre de 2010, la Secretaria de Estado de los Estados Unidos Hillary Clinton comenzó su visita de tres días a Nueva Zelanda y a las 4:23 p. m., firmó la Declaración de Wellington con el ministro de Asuntos Exteriores de Nueva Zelanda Murray McCully. El acuerdo señala relaciones más estrechas entre Nueva Zelanda y los Estados Unidos, con un aumento en la asociación estratégica entre las dos naciones. Al hacerlo, el acuerdo subraya la promesa continua de que Estados Unidos y Nueva Zelanda trabajarán juntos, diciendo explícitamente que: "La asociación estratégica Estados Unidos-Nueva Zelanda debe tener dos elementos fundamentales: un nuevo enfoque en la cooperación práctica en el Pacífico. región y un mayor diálogo político y sobre temas, incluidas las reuniones regulares de los Ministros de Relaciones Exteriores y las discusiones político-militares ". El acuerdo también subraya la necesidad continua de que Nueva Zelanda y los Estados Unidos trabajen juntos en temas como la proliferación nuclear, el cambio climático y el terrorismo.

### Declaración de Washington
La Declaración de Washington entre Estados Unidos y Nueva Zelanda, firmada el 19 de junio de 2012, establece un marco para fortalecer y sentar las bases para la cooperación en defensa.  El acuerdo fue firmado por el ministro de Defensa de Nueva Zelanda  Jonathan Coleman y el Secretario de Defensa de los Estados Unidos Leon Panetta. Los lazos de defensa entre Nueva Zelanda y los Estados Unidos fueron tensos tras la decisión del gobierno de Nueva Zelanda en 1985 de rechazar la entrada a Nueva Zelanda. Como resultado de esta decisión, los Estados Unidos suspendieron sus obligaciones de tratado de ANZUS con Nueva Zelanda.
La Declaración de Washington, aunque no es vinculante y no renueva las obligaciones del tratado de ANZUS entre los Estados Unidos y Nueva Zelanda, sin embargo, establece las bases para una mayor cooperación de defensa entre los dos estados.

### Controversias
- En 2003, la primera ministra de Nueva Zelanda, Helen Clark, causó controversia al afirmar que la guerra de Irak no se habría producido si el candidato demócrata, Al Gore, ganara las elecciones presidenciales de Estados Unidos en el año 2000. Más tarde se disculpó por su comentario.[55]
- En una entrevista con  revista Newsweek ,  Demócrata Presidencial Esperanzadora Hillary Clinton describió  Helen Clark como "ex"  primer ministro de Nueva Zelanda. El comentario se produjo durante una entrevista con la revista cuando se le pidió a la señora Clinton que contara un chiste.

"Aquí hay una buena", dijo ella. "Helen Clark, ex primera ministra de Nueva Zelanda: sus oponentes han observado que en el caso de una guerra nuclear, las dos cosas que surgirán de los escombros son las cucarachas y Helen. Clark ".
The Dominion Post informó que Helen Clark encontró la anécdota divertida y sugirió que la Sra. Clinton debería hablar con su esposo, el expresidente de los Estados Unidos Bill Clinton.
"Como primer ministro actual, hablé con él como ex presidente de los Estados Unidos en Londres hace solo dos semanas".

### Historial compartido
Los dos países comparten mucho en común:
- Tanto Nueva Zelanda como los Estados Unidos son antiguas colonias del Imperio británico.
- Aparte de su lenguaje y estatus comunes como nuevas economías mundiales completamente desarrolladas, los dos países soldados lucharon juntos en las dos guerras mundiales y Nueva Zelanda apoyó los intereses estadounidenses en cada conflicto regional en el siglo XX y últimamente en la guerra contra el terrorismo.
- Sus culturas están relativamente alineadas y continúan unidas en muchos de los mismos problemas, como la necesidad de difundir la democracia y los derechos humanos en todo el mundo y el estado de derecho internacional.
- Durante la Segunda Guerra Mundial, 400,000 soldados estadounidenses fueron alojados en Auckland y Wellington antes de ser enviados a la acción. Muchas de estas mancuernas y parientes recordaban esta experiencia con cariño.
- Aunque ANZUS ya no es un vínculo sólido entre los dos países, trabajaron muy de cerca en  SEATO durante 1954-77.
- Ambos son aliados cercanos en  OMC y están comprometidos con el objetivo de libre comercio y la inversión en la región  APEC para 2010.[47]

## Deportes

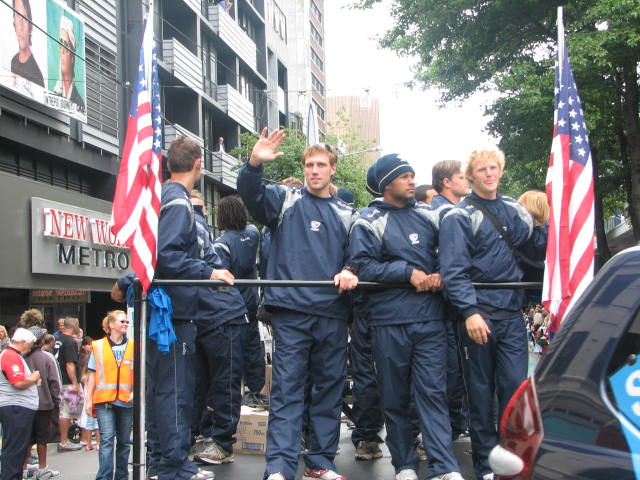
El equipo de rugby Seven de Estados Unidos en Wellington, Nueva Zelanda, en Seven de Nueva Zelanda de la 2007-08 IRB Sevens World Series

### Rugby
Nueva Zelanda y los Estados Unidos han tenido históricamente poca conexión con los deportes. El deporte en Nueva Zelanda refleja en gran medida su herencia  Británica colonial. Algunos de los deportes más populares en Nueva Zelanda, a saber,  rugby, cricket y netball, se juegan principalmente en  Commonwealth countries, mientras que América es predominantemente más fuerte en Béisbol, Baloncesto y Fútbol americano. Pero en los últimos años ha habido mucha más cooperación en el área de deportes entre ambos países, particularmente en Rugby y Fútbol. En enero de 2008, durante la Serie de Nueva Zelanda de la 2007-08 IRB Sevens World Series el equipo nacional de Estados Unidos participó en las finales de la ronda eliminatoria, derrotando a Kenia para ganar el escudo y Nueva Zelanda derrotando a Samoa en la final para ganar la Copa.

### Fútbol
El fútbol sigue siendo un deporte más pequeño tanto en  Nueva Zelanda como en  Estados Unidos y es mucho menos publicitado en ambas naciones, pero los lazos con los equipos en ambos países han sido creciendo, particularmente cuando el 1 de diciembre de 2007, Wellington Phoenix jugó un partido amistoso contra el club Los Angeles Galaxy de los Estados Unidos MLS.  En el contrato para asegurar el amistoso, David Beckham jugará un mínimo de 55 minutos en el campo. Wellington fue derrotado por un marcador de 1-4. David Beckham jugó todo el partido y anotó desde el punto de penalización en la segunda mitad. La asistencia de 31,853 fue un récord para cualquier partido de fútbol en Nueva Zelanda. David Beckham jugó los 90 minutos completos con una costilla rota que sostuvo en un tackle en el partido anterior.

### Baloncesto
Probablemente el jugador más conocido de Nueva Zelanda  Tall Black en la Asociación Nacional de Baloncesto sea Brooklyn Nets Gerente General, y ex New Orleans Hornets delantero, Sean Marks. Steven Adams también ha aumentado el perfil del baloncesto de Nueva Zelanda, creando un perfil a lo largo de sus dos temporadas con Oklahoma City Thunder. Otro jugador de Nueva Zelanda, ex Universidad de Wisconsin-Madison estrella Kirk Penney, firmó en 2005 con dos veces defensores Euroliga campeones  Maccabi Tel Aviv y en 2010 firmó con Sioux Falls Skyforce en la NBA Development League.

### Golf
El US Open Golf Championship fue la segunda victoria importante de un golfista de Nueva Zelanda y ganó al ganador Michael Campbell mucho reconocimiento en su deporte por vencer a la leyenda del golf Tiger Woods para ganar los $ 1.17 millones. Premio en la ronda final.

### Automovilismo

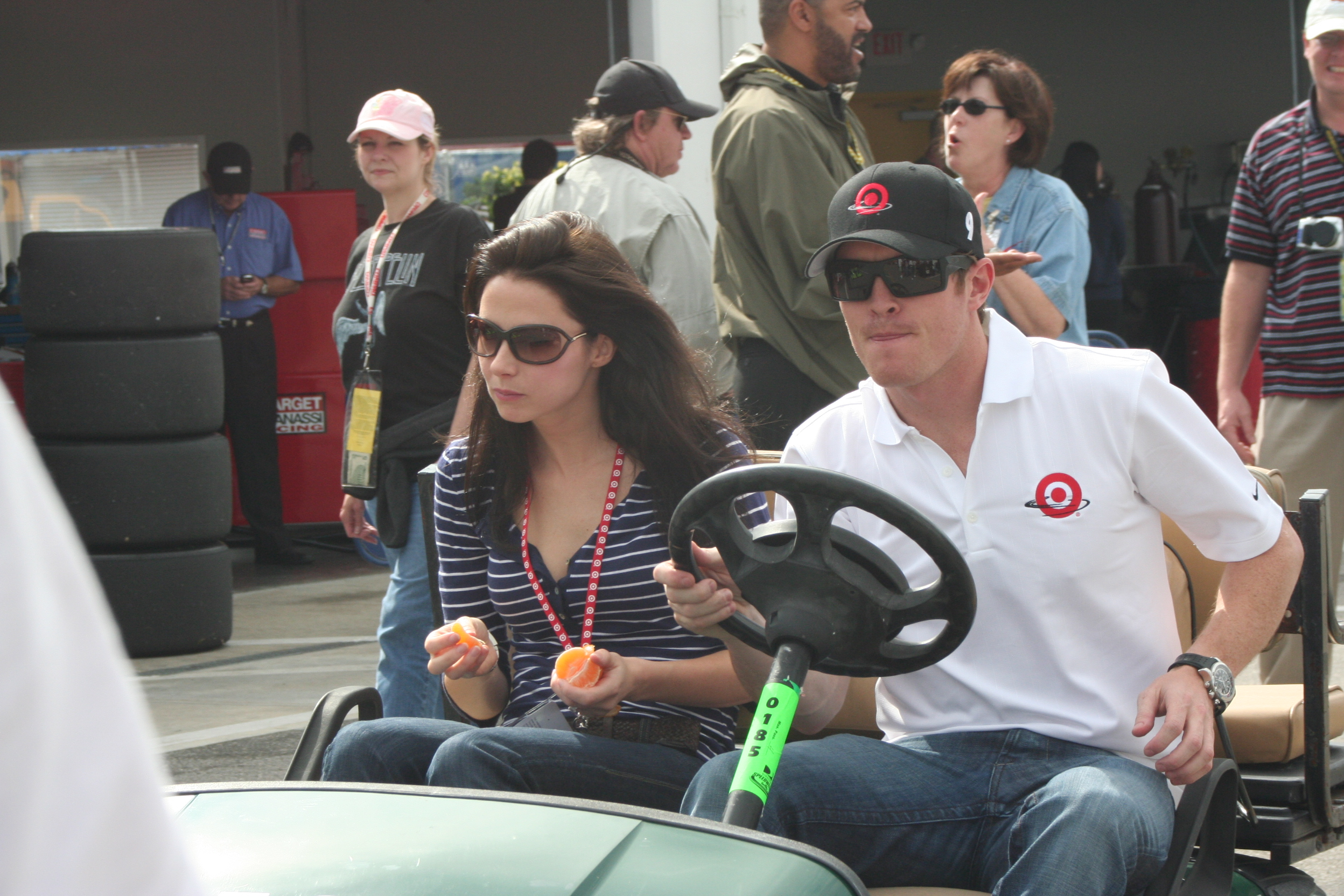
Scott Dixon y su esposa Emma

La 92.ª 500 millas de Indianápolis se realizó el domingo 25 de mayo de 2008 en el Indianapolis Motor Speedway en Speedway (Indiana). Fue ganado por Scott Dixon de Nueva Zelanda, el primer neozelandés que lo hizo.

## Nueva Zelanda y la comunidad UKUSA
Nueva Zelanda es uno de los cinco países que comparten inteligencia bajo el acuerdo  UKUSA. Nueva Zelanda tiene dos publicaciones de escucha (conocidas) dirigidas por la Oficina de Seguridad de Comunicaciones del Gobierno (GCSB) como parte de la red de espías  ECHELON. La asociación da "una línea directa a los círculos internos del poder en Londres y Washington" le da a Nueva Zelanda una asociación distinta con los Estados Unidos, no solo sobre políticas económicas sino también acuerdos y operaciones de seguridad doméstica, y es una plataforma familiar para futuros acuerdos que involucran a ambos países..
La comunidad UKUSA permite a los países miembros cooperar en ejercicios militares multilaterales, más recientemente enfocados en el terrorismo después del 9/11.

### Grupo de Trabajo de Alianza Estratégica Ciberdelito

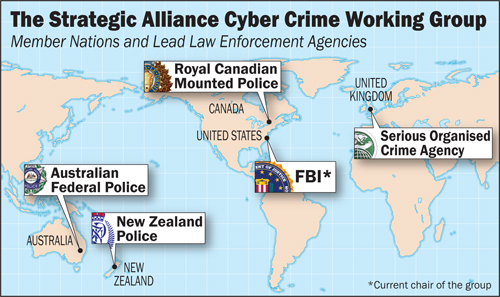
Mapa que muestra los países miembros del Grupo de Trabajo de Alianza Estratégica contra la Delincuencia Cibernética y las agencias líderes.

El Grupo de Trabajo de Alianza Estratégica contra la Delincuencia Cibernética es una nueva iniciativa de Australia, Canadá, Nueva Zelanda, el Reino Unido y está encabezada por los Estados Unidos como una "asociación formal entre estas naciones dedicada a abordar los problemas de la delincuencia mundial, especialmente la delincuencia organizada". La cooperación consiste en "cinco países de tres continentes que se unen para combatir el delito cibernético de manera sinérgica al compartir información, intercambiar herramientas y mejores prácticas, y fortalecer e incluso sincronizar sus respectivas leyes". Esto significa que habrá un mayor intercambio de información entre la Policía de Nueva Zelanda y la Oficina Federal de Investigaciones sobre asuntos relacionados con un fraude grave o un delito cibernético.

## Representación bilateral
Hay muchos contactos oficiales entre Nueva Zelanda y los Estados Unidos, que brindan la oportunidad de discusiones de alto nivel y el desarrollo continuo de las relaciones bilaterales. Muchos ministros se reúnen con sus homólogos estadounidenses en reuniones y eventos internacionales.

## Consejo Estados Unidos - Nueva Zelanda
Desde 1986, el Consejo Estados Unidos-Nueva Zelanda ha desempeñado un papel destacado en las relaciones bilaterales entre Estados Unidos y Nueva Zelanda. El Consejo proporciona información sobre una variedad de temas económicos, políticos y de seguridad que afectan a los dos países y sobre su creciente colaboración, vínculos históricos y valores compartidos, perspectivas y enfoques sobre los sistemas económico, político y legal.
Además de colaborar con el Consejo de los Estados Unidos de Nueva Zelanda para organizar los foros de asociación ampliamente alabados, el Consejo EE. UU.-NZ honra periódicamente a personas destacadas con el Premio Torchbearer Award por promover intercambios bilaterales. Los destinatarios anteriores han incluido al Subsecretario de Estado para Asuntos de Asia Oriental y el Pacífico, Christopher Hill; Jim Bolger, primer ministro y embajador en los Estados Unidos durante tres mandatos, Estados Unidos; El congresista de calvin dooley; El primer ministro de Nueva Zelanda y director de la OMC, Mike Moore; El secretario de Agricultura y representante de Comercio de los Estados Unidos, Clayton Yeutter.
Actualmente, los esfuerzos del Consejo se centran en el acuerdo de Asociación Transpacífico, que los Estados Unidos han indicado que participarán en el debate. La región de Asia y el Pacífico es importante tanto para los Estados Unidos como para Nueva Zelanda; el Consejo crea conciencia de su importancia tanto en la comunidad empresarial como en Hill.
El Consejo Estados Unidos - Nueva Zelanda es una organización sin fines de lucro, no partidista.

## Consejo Nueva Zelanda-Estados Unidos

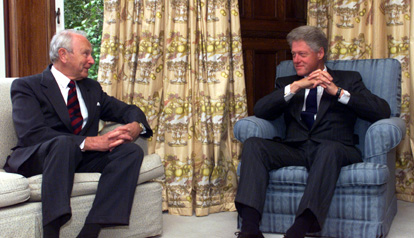
Sir Michael Hardie Boys, Gobernador General de Nueva Zelanda y Presidente de los Estados Unidos de América, Bill Clinton en 1999

Fundado en 2001, el Consejo de los Estados Unidos de Nueva Zelanda se compromete a fomentar y desarrollar una relación sólida y de beneficio mutuo entre Nueva Zelanda y los Estados Unidos. El Consejo es un defensor de la expansión del comercio y los vínculos económicos entre los dos países, incluido un posible acuerdo de libre comercio.
El Consejo trabaja estrechamente con su contraparte en Washington D. C., el Consejo de los Estados Unidos y Nueva Zelanda, con grupos empresariales en Nueva Zelanda y con agencias gubernamentales, especialmente el Ministerio de Relaciones Exteriores Asuntos y Comercio y la Embajada de Nueva Zelanda en Washington.
El consejo ha estado trabajando incansablemente para mejorar las relaciones entre Nueva Zelanda y Estados Unidos con los parlamentarios de Nueva Zelanda (miembros del Parlamento) y sus homólogos estadounidenses en el Congreso. Cosas tales como discusiones verbales y cara a cara sobre asuntos políticos y domésticos que involucran a ambos países. Su trabajo no ha sido en vano: La secretaria de Estado de los Estados Unidos Condoleezza Rice ha iniciado una comunicación regular con ministro de Asuntos Exteriores de Nueva Zelanda Winston Peters  sobre temas como las pruebas nucleares en Corea del Norte y otros asuntos de política, comercio y negocios tanto de Nueva Zelanda como de Estados Unidos.